# Anamundamella zelandica
Anamundamella zelandica är en kvalsterart som beskrevs av Cook 1992. Anamundamella zelandica ingår i släktet Anamundamella och familjen Athienemanniidae. Inga underarter finns listade i Catalogue of Life.